# Майнхоф, Ульрика
Ульри́ка Мари́я Ма́йнхоф (нем. Ulrike Marie Meinhof, 7 октября 1934, Ольденбург — 9 мая 1976, Штутгарт) — западногерманская журналистка, одна из идейных лидеров Фракции Красной армии (RAF).

## Биография
Прадед Ульрики Фридрих Майнхоф служил лютеранским пастором в деревне Барцвиц (ныне Бажовице) в Померании. Дед тоже был пастором. Двоюродный дед Карл Майнхоф (1857—1944) работал миссионером в Африке и стал одним из основоположников немецкой африканистики.
Отец Ульрики, Вернер Майнхоф, был историком-искусствоведом, с 1930 года членом основанного Альфредом Розенбергом «Союза борьбы за немецкую культуру». В 1933 году он вступил в НСДАП. С 1936 года работал директором городского музея в Йене. Умер в 1940 году от рака. Мать Ульрики, Ингеборг Майнхоф, после смерти мужа изучала историю искусств и подружилась с сокурсницей Ренатой Римек. В 1943 году обе защитили диссертации. В 1946 году они вместе переехали из Йены в Ольденбург. Ингеборг Майнхоф, которая работала учительницей, умерла в 1949 году от рака. Рената Римек стала опекуном Ульрики.
С 1946 по 1952 год Ульрика Майнхоф посещала католическую школу в Ольденбурге, а затем школу Штайнера в Вуппертале. В 1955 году она сдала экзамены на аттестат зрелости в гимназии Филиппинум в Вайльбурге.
С 1955 года изучала философию, социологию, педагогику и германистику в Марбургском университете, но там ей претила «затхлая мещанская атмосфера». В 1957 году она перевелась в Мюнстерский университет.
В Мюнстере стала председателем антиядерного комитета, созданного вокруг связанного с Социал-демократической партией Германии (СДПГ) Социалистического союза немецких студентов (ССНС). В июле 1958 года вступила в ССНС. Писала статьи по проблеме ядерного оружия для студенческих газет, организовывала сбор подписей, марши и демонстрации протеста против ядерного вооружения.
В сентябре 1958 года познакомилась с главным редактором журнала konkret Клаусом Райнером Рёлем из Гамбурга. В конце октября после встречи с западногерманскими коммунистами в Восточном Берлине вступила в запрещённую Коммунистическую партию Германии (КПГ).
С октября 1959 года работала редактором журнала konkret. Отвечала за внешнюю политику, обзоры прессы, изобразительное искусство и фотографии на обложках. В редакции, состоявшей из семи человек, была единственной женщиной. Из-за лояльности по отношению к Рёлю отклонила предложение руководства КПГ в Восточном Берлине стать главным редактором журнала. При ней студенческий журнал превратился в «журнал культуры и политики». Среди авторов были Роберт Юнг и Эрих Куби, Ханс Магнус Энценсбергер, Пабло Неруда и Симона де Бовуар.
В декабре 1961 года вышла замуж за Рёля и переехала к нему. Своими статьями против немецких законов о чрезвычайном положении, о «новых левых» и призывах к пасхальным маршам привлекла новых читателей. Из-за критики журналом милитаристских аспектов политики ГДР руководство КПГ в июне 1962 года в ультимативном порядке потребовало прекратить «агитацию против ГДР» и пригрозило заменить редакцию.
В сентябре 1962 года Майнхоф родила дочерей-близнецов Регину и Беттину. В статье «Достоинство человека» она охарактеризовала планируемое чрезвычайное законодательство как отступление от Основного закона. В октябре она перенесла операцию, вызванную подозрением на опухоль головного мозга, неделю страдала от мучительной боли и три месяца не могла видеться с детьми. С тех пор её брак с Рёлем находился в кризисе.
После смертельного покушения на президента Джона Ф. Кеннеди в ноябре 1963 года она рекомендовала федеральному правительству порвать со своим «большим братом» США и проводить независимую внешнюю политику.
В 1964 году Майнхоф ушла из редакции журнала, но по-прежнему писала для него комментарии, а также работала на радио и телевидении.
Убийство студента Бенно Онезорга во время демонстрации 2 июня 1967 года в Западном Берлине Майнхоф прокомментировала в одной телевизионной передаче: "Протесты против главы полицейского государства (шаха) разоблачили собственное государство как полицейское государство. Власти продемонстрировали готовность к «открытому террору» против демократов, воспользовавшихся конституционными правами. В своей колонке в журнале konkret она призвала к экспроприации издательства Акселя Шпрингера, поскольку его газеты призывали граждан устроить самосуд против левых студентов и, таким образом, несут частичную ответственность за убийство Онезорга. С этого момента она поддерживала внепарламентскую оппозицию как часть левой оппозиции, к которой стремилась с 1950-х годов. Безразличие многих левых в Гамбурге к убийству Онезорга заставило её отвернуться от них.
Протест — это когда я заявляю: то-то и то-то меня не устраивает. Сопротивление — это когда я делаю так, чтобы то, что меня не устраивает, прекратило существование. Протест — это когда я заявляю: всё, я в этом больше не участвую. Сопротивление — это когда я делаю так, чтобы и все остальные тоже в этом не участвовали
В начале 1967 года Майнхоф познакомилась с лидером студентов Руди Дучке и увидела в нём политического друга. Она читала работы Герберта Маркузе, Франца Фанона и других влиятельных авторов «новых левых», а также принимала участие в поиске внепарламентской оппозицией эффективных форм действий против войны во Вьетнаме и западногерманских условий, которые воспринимались как репрессивные. Она знала о призывах Дучке и Ханса-Юргена Краля к созданию «городских партизан» для поддержки движений сопротивления в странах третьего мира. На конференции Социалистического союза немецких студентов в октябре 1967 года она призвала укрепить связь между протестами студентов и рабочих.
Из-за нескольких любовных романов Рёля и политических разногласий Майнхоф ушла от него в октябре 1967 года и подала на развод. Чтобы получить опеку над дочерьми, она сначала осталась в Гамбурге и только после развода в апреле 1968 года переехала с ними в Западный Берлин. В 1969 году полностью прекратила сотрудничество с журналом konkret.
В феврале 1970 года у неё на квартире в Шёнеберге некоторое время скрывались поджигатели франфуртского универмага Андреас Баадер и Гудрун Энслин. После того как в апреле 1970 года Баадер был задержан дорожной полицией, Майнхоф заявила, что собирается писать вместе с ним книгу «Организация маргинальной молодёжи», и тому разрешили посещать библиотеку Центрального института социальных вопросов в Далеме. Освобождение Баадера 14 мая 1970 года, в котором участвовала Майнхоф, стало часом рождения терроризма Фракции Красной армии (РАФ). Назначенная на 24 мая 1970 года премьера телефильма «Бамбула» по сценарию Майнхоф была отменена.
Скрывшись от преследования, Майнхоф заявила в интервью французской журналистке Мишель Рэй: «Мы говорим, естественно, что легавые — свиньи, мы говорим, что тип в униформе — свинья, а не человек… и, конечно, можно стрелять».
После освобождения Баадера, в ходе которого был тяжело ранен библиотекарь, Майнхоф ушла в подполье и стала одним из руководителей и идеологов РАФ, автором программного документа «Концепция городской герильи». На время группа Баадера — Майнхоф обосновалась в одном из тренировочных лагерей Палестинского фронта освобождения (ПФО) и прошла там военную подготовку. Попытка Майнхоф перевезти своих дочерей-близнецов в детский дом ПФО провалилась, так как редактор журнала konkret Штефан Ауст вовремя успел передать девочек их отцу.
Вернувшись в Германию, члены РАФ занялись ограблением банков. Поначалу они находили помощь и жилье у сочувствующих. Предложение властей ГДР уйти в Восточный Берлин Майнхоф отклонила, так как оно было адресовано только ей лично. Как установило следствие, в конце 1970 года она купила у организации ФАТХ 35 пистолетов.
В ноябре 1971 года её приемная мать Рената Римек обратилась к ней с призывом прекратить теракты: «Федеративная Республика — не место для городских партизан латиноамериканского типа. У вас нет оправдания Тупамарос Уругвая за действия, при которых идёт стрельба и гибнут люди. Вы должны исправить себя».
В конце 1971 — начале 1972 года Майнхоф жила в Италии. Весной 1972 года началась серия терактов РАФ против штаб-квартир вооруженных сил США в ФРГ. Ульрика Майнхоф отвечала за взрыв в издательском доме Шпрингера в Гамбурге, в результате которого были ранены 17 рабочих и служащих.
15 июня 1972 года она была задержана в Гановере уже после ареста Хорста Малера (октябрь 1970 года), Андреаса Баадера и Гудрун Энслин (начало июня 1972 года).
Майнхоф просидела в совершенно пустом крыле тюрьмы в Кёльн-Оссендорфе в общей сложности 238 дней. В её камере днём и ночью горели неоновые лампы. Оконную ручку сняли и всё покрасили в белый цвет. «Наступления психических и психосоматических расстройств в долгосрочной перспективе избежать невозможно», — констатировал тюремный психолог.
О последствиях одиночного заключения в «мёртвом тракте» Майнхоф писала: «Ощущение, что твоя голова взрывается (ощущение, будто верхняя часть твоего черепа должна на самом деле разорваться, отколоться); ощущение, что спинной мозг вдавливают в головной; ощущение, что твой мозг сжимается, как, например, запечённые фрукты».
В апреле 1974 года Майнхоф, Энслин, Баадер, Распе и другие члены РАФ были переведены в Штутгарт-Штамхайм, где для проведения процесса было подготовлено специальное помещение. Там появилась возможность несколько часов в день проводить вместе с соратниками. Майнхоф страдала от разлуки с дочерьми и терзалась неуверенностью в себе. Огромное давление на группу обострило конфликты внутри коллектива.
В ноябре 1974 года Майнхоф была приговорена к 8 годам тюремного заключения за попытку убийства при освобождении Андреаса Баадера. 21 мая 1975 года начался процесс против руководства РАФ.

## Смерть
9 мая 1976 года Майнхоф была найдена повешенной в своей камере. Её смерть окутана многими слухами и легендами. По официальной версии это было самоубийство, но неофициальная «международная комиссия по расследованию», созданная по инициативе адвоката Отто Шилли и состоявшая из противников ФРГ, предположила, «что Ульрика Майнхоф была мертва, когда её повесили, и что существуют тревожные признаки, указывающие на вмешательство третьей стороны в связи с этой смертью».
Похороны состоялись 15 мая в Берлин-Мариендорфе под строгими мерами безопасности с тысячами скорбящих, в первую очередь из кругов воинственно настроенных сторонников.

## В кинематографе
- 1986 — Штамхайм / Stammheim. В роли Майнхоф — Тереза Аффольтер[нем.]
- 1987 — Женщина с первой страницы (греч. Η γυναίκα της πρώτης σελίδας). В роли Майнхоф — Зои Ласкари[англ.].
- 2002 — Баадер (Красный террор) / Baader. В роли Майнхоф — Бирге Шаде.
- 2008 — Комплекс Баадера — Майнхоф / Der Baader-Meinhof Komplex. В роли Майфнхоф — Мартина Гедек.
- 2009 — Германия 09 / Deutschland 09 — 13 kurze Filme zur Lage der Nation. В роли Майнхоф — Сандра Хюллер.
- 2010 — Дети революции / Kinder der Revolution (документальный с участием дочери Ульрики Майнхоф Беттины Рёль)
- 2015 — Молодёжь Германии / Une jeunesse allemande (документальный, режиссёр Жан-Габриэль Перьо)